# Рекс Гаррісон
Сер (титул) Реджинальд Кері Гаррісон (англ. Sir Reginald Carey «Rex» Harrison, Сер Реджинальд «Рекс» Кері Гаррісон, 5 березня 1908, Гайтон, Мерсісайд, Велика Британія — 2 червня 1990, Нью-Йорк, США) — англійський актор театру та кіно, за головну роль у фільмі «Моя чарівна леді» нагороджений премією «Оскар»

## Життєпис

### Юні роки
Рекс Гаррісон, насправді його звали Реджинальд Керрі Гаррісон, ім'я «Рекс» він придумав для себе ще маленьким хлопчиком, коли дізнався, що латиною це ім'я означає «король», народився у Мерсісайді. Батьки — Едіт Марія та Вільям Реджинальд Гаррісон. Освіту він отримав у коледжі Ліверпуля.

### Творча кар'єра
Коли йому було 16 років, вперше з'явився на театральній сцені у 1924 році, в тому ж таки Ліверпулі, після чого кар'єра пішла у гору. Переїхав у 1930 році він з Ліверпуля в Лондон, тоді ж почав зніматися в кіно. Там грав на театральних підмостках Лондона. Його помітили, коли він грав у п'єсі Теренса Раттіґан «Французька без сліз» і це було його проривом.
У 1936 році дебютував на бродвейській сцені з виставою «Sweet Aloes». У британських фільмах Гаррісон в основному виступав у тіні більш знаменитих партнерів, таких як Вів'єн Лі, фільми «Буря в склянці води», «Тротуари Лондона».
У середині 1930-х років вперше виступив на Бродвеї. Театральна кар'єра Гаррісона перервалася під час Другої світової війни, коли він вступив на службу в Королівські військово-повітряні сили, досягнувши звання лейтенанта був звільнений.

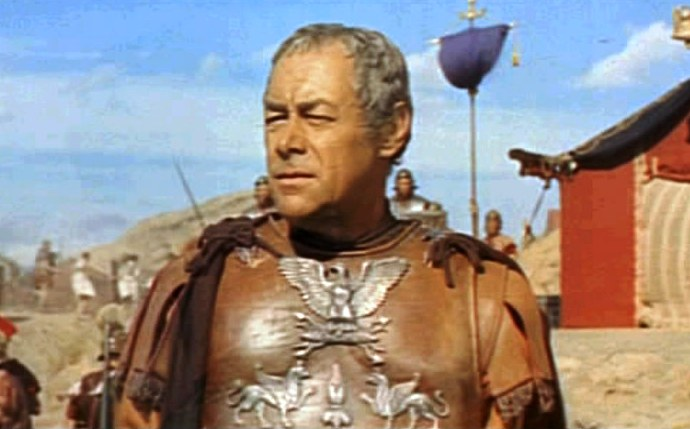
Гаррісон у фільмі «Клеопатра».

Укладає у 1945 році семирічний контракт з «20th Century Fox». Знімався рідко, але влучно. Відхиляє головну роль у фільмі «13 Rue Madeleine» (1947). Роль відійшла Джеймсу Кеґні. Після кількох вдалих картин його запам'ятали глядачі, до нього була доброзичлива преса, він привернув увагу голлівудських продюсерів. 1930 року дебютував Гаррісон в кіно у фільмі «Велика гра». Вже після фільму «Анна і Король Сіаму» (1946) він став справжнім «англійцем у Голлівуді».
З 1956–1958 виступав на Бродвеї з виставою «Моя чарівна леді». Але лише через 10 років, після театрального, а потім і кінематографічного тріумфу мюзиклу «Моя чарівна леді» (22 жовтня 1964 вийшов у прокат), Гаррісон стає зіркою світового рівня. Саме за роль чарівного Генрі Гіггінса, одержимого вченого та справжнього джентльмена, актор був удостоєний «Оскара». Гаррісон не володів хорошими співочими даними, тому музика була в цілому написана так, щоб протягом тривалого часу він міг говорити речетативом під музику, в цілому це визначалося як «розмова під музику» і з часом виділилося в окремий жанр. Відхиляє у 1956 році роль короля у фільмі «Король і я» і роль відійшла Юлу Бріннеру.
Рекс Гаррісон вважається великим комедійним актором, Ноель Коуард сказав: 
| Рекс Гаррісон є найбільшим тлумачем комедії у світі ... поруч зі мною! |
Рексу Гаррісону також добре вдавалися і драматичні ролі. Його пам'ятають за чудову гру Юлія Цезаря у фільмі «Клеопатра» разом з Елізабет Тейлор у ролі Клеопатри (1963) і, не менш гарно він зіграв Папу Римського Юлія II у фільмі «Агонія і екстаз» у парі з Чарлтоном Гестоном, що грав роль Мікеланджело. Він також грає роль старіючого гомосексуала в парі з Річардом Бартоном, що грає роль його коханця у фільмі «Драбина» (Staircase, 1969). Він грає роль примхливого мільйонера у індійському фільмі «Діамант Шалімар» («Shalimar») (1978), поряд з індійською суперзіркою Дхармендра. У нього помітні ролі в фільмах «Річард Левине серце» (1954), в якому він грає історичну особистість шейха Салладіна та «Принц і жебрак» (1977).

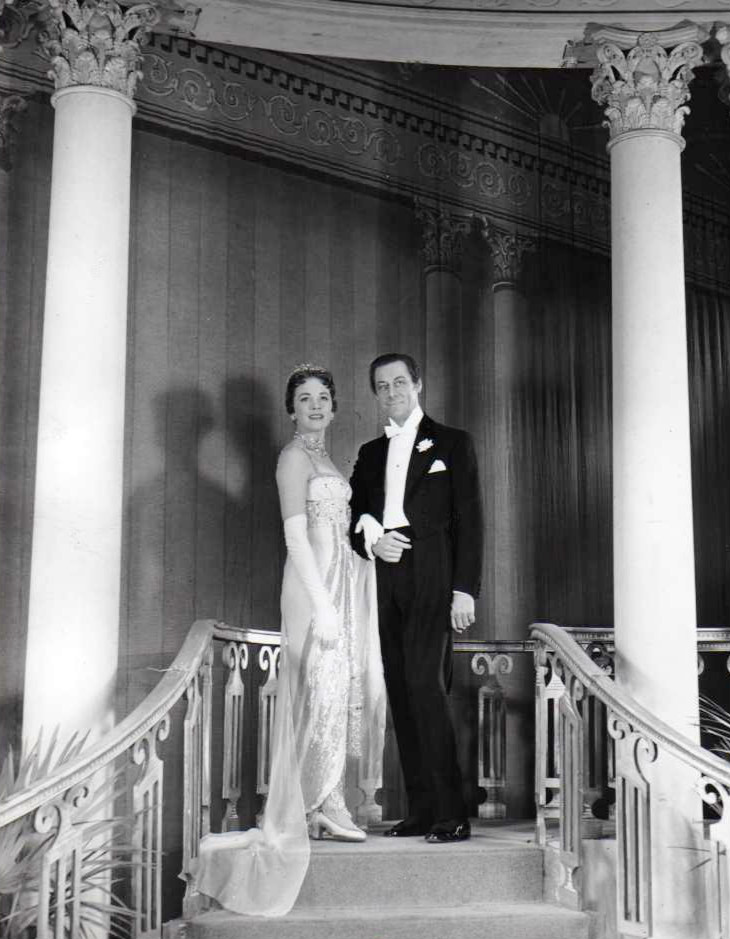
Гаррісон з Джулією Ендрюс у фільмі «Моя чарівна леді».

З 1964 року Рекс Гаррісон фактично зробив вибір між знімальним майданчиком та театральною сценою — на користь останньої. Сліпий на одне око, осліп у результаті хвороби на кір, перенесеної у дитинстві, шульга, Рекс Гаррісон був не тільки блискучим актором, а й прославленим серцеїдом. Подібно Генріху VIII, він був одружений шість разів тільки офіційно, за інші ж (і численні) його романи, флірти і інтрижки він отримав прізвисько від преси «Сексі Рекс», котре ненавидів.
Був членом журі на Каннському фестивалі у 1965 році. Перш ніж стати великими друзями Рекс Гаррісон та Френк Сінатра побилися.
Премію «Оскар» за «Мою чарівну леді», він присвятив своїм «двом істинним леді» — Одрі Гепберн (з якою він грав у кіно) та Джулії Ендрюс (з якою він грав на сцені).
У нього була репутація дуже різкої та грубої людини по відношенню до своїх шанувальників. Одного разу ввечері після чергового спектаклю «Моя чарівна леді» було дуже холодно і йшла зли́ва. Біля дверей театру стояла літня жінка, що тримала в руці програмку. Коли вона побачила що виходить Рекс Гаррісон, вона попросила дати їй автограф. Рекс грубо відповів їй, жінка була настільки вражена і розсерджена, що згорнула програмку і вдарила його нею по щоці. Стенлі Голлоуей, який вийшов за Рексом бачив все це.
25 липня 1989 Гаррісон отримав титул сера від королеви Єлизавети II на прийомі у Букінгемському палаці, в той час як оркестр грав музику з фільму «Моя чарівна леді». Отримати титул «Сер» було непросто, оскільки його не давали тим, хто жив за кордоном або хто був у шлюбі більше одного разу. І обидва ці правила Гаррісон порушив.
В 70-х роках Гаррісон продовжує виступати на Бродвеї. У 1989 році Гаррісон грає на Бродвеї у відродженій п'єсі Сомерсета Моема «Круг» до самої смерті, незважаючи на страждання від глаукоми та проблемами з пам'яттю. Помер Гаррісон через три тижні після своєї останньої появи на сцені як лорд Портеус у виставі «Круг».

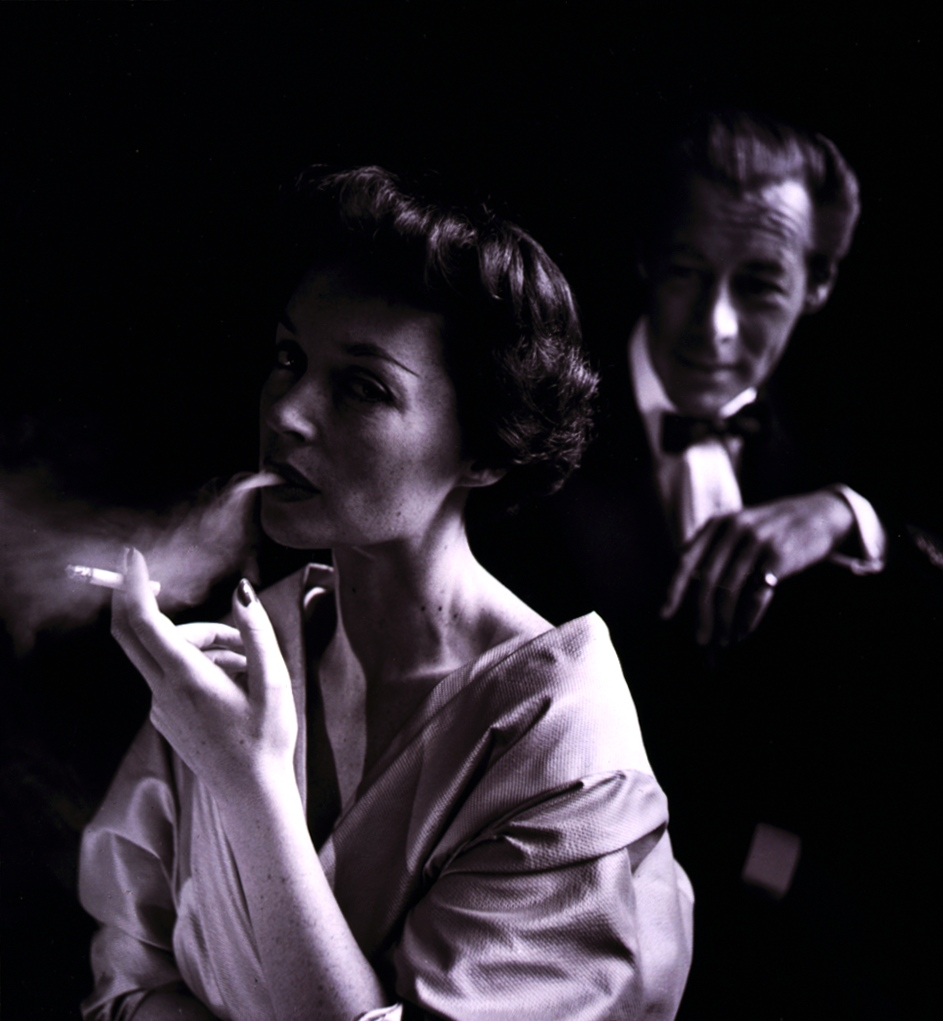
Гаррісона з Лілі Палмер, 1950 рік, світлина Тоні Фрісселла

Платня Рекса Гаррісона у деяких фільмах:
«Анна і король Сіаму» — $ 4000 на тиждень;
«Клеопатра» — $ 300 000;
«Моя чарівна леді» — $ 250 000;
«Агонія і екстаз» — $ 250 000.

## Особисте життя
Особисте життя актора була насичене. Він був одружений 6 разів. У 1942 р він розлучився зі своєю першою дружиною Колет Томас і одружився з німецькою акторкою Лілі Палмер наступного року. Вже через два роки по тому вони разом грали в театрі і кіно.
У 1947 році Рекс мав зв'язок з Керол Лендіс, що стало відомо широкій громадськості. Голлівуд звинувачував Рекса Гаррісона за самогубство Лендіс і в результаті Рекс втратив контракт з «20th Century Fox». Актриса все життя страждала від депресії і двічі намагалася покінчити життя самогубством. Її останньою любов'ю був Рекс Гаррісон. Він був одружений і не погодився розлучитися, щоб одружитися з Керол. 5 липня 1948 вони провели свою останню ніч разом, а на ранок Рекс Гаррісон знайшов свою кохану мертвою. Керол було всього 29 років.
У 1957 Рекс розлучається з Палмер, оскільки після самогубства Керол їх відносини стають напруженими. Потім був шлюб з британською актрисою Кей Кендалл. Фактично Кей була вже невиліковно хвора, коли вони одружилися. Він відчував ще надію на повторний шлюб з Лілі, але після смерті Кей, Лілі до нього не повернулася.

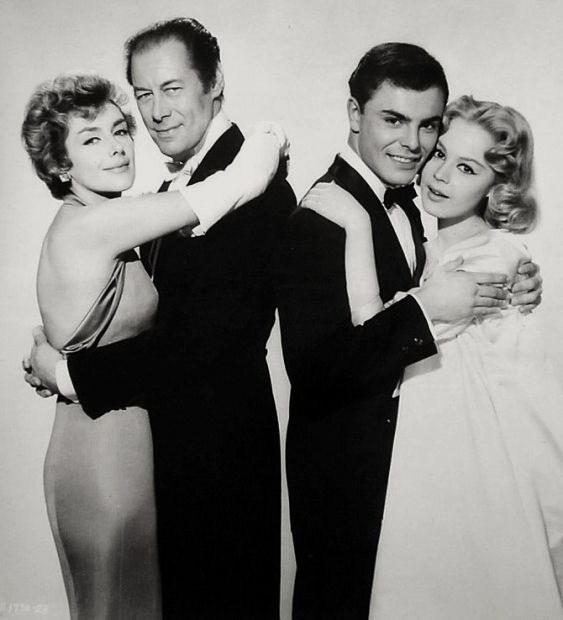
Гаррісона з Кей Кендалл (майбутня дружина), Джон Саксон та Сандра Ді у стрічці «Дебютантка мимоволі» (1958)

В 1962 Рекс одружився з акторкою Рейчел Робертс, яка як і Лендіс, покінчила життя від передозування снодійного, потім була Елізабет Реєс-Вільямс, шлюб з якою закінчився розлученням. У 1978 році Гаррісон одружився з Мерсією Тінкера. Цей шлюб був щасливим до самої смерті Гаррісона.
Рекс Гаррісон помер від раку підшлункової залози, в Нью-Йорку, 2 червня 1990 року. Після кремації Гаррісона, за його заповітом, частина попелу була розкидана у Італії в Портофіно і на могилу його колишньої дружини Лілі Палмер.

### Шлюби і діти
- Колет Томас (1934–1942) — один син, майбутній актор і співак Ноель Гаррісон (29 січня 1934 — 19 жовтня 2013), внучка Кетрін Гаррісон (народилася 25 травня 1959).
- Лілі Палмер (1943–1957) — один син, майбутній письменник, сценарист Керрі Гаррісон, рід. в 1944 році.
- Кей Кендалл (1957–1959).
- Рейчел Робертс (1962–1971).
- Елізабет Гарріс (1971–1975) — три пасинки, Даміан Гарріс, Джаред Гарріс і Джемі Гарріс.
- Мерсія Тінкера (1978–1990).

## Фільмографія
- 1986 — Анастасія, або таємниця Анни / Anastasia: The Mystery Of Anna
- 1982 — Час помирати / A Time to Die
- 1979 — П'ятий мушкетер / Fifth Musketeer
- 1979 — Ашанті / Ashanti
- 1978 — Діамант «Шалімар» / Shalimar
- 1977 — Принц і жебрак / Crossed Swords
- 1969 — Сходи / Staircase
- 1967 — Доктор Дуліттл / Doctor Dolittle
- 1967 — Горщик меду / Honey Pot
- 1965 — Агонія і екстаз / Agony and the Ecstasy
- 1964 — Жовтий роллс-ройс / Yellow Rolls-Royce
- 1964 — Моя чарівна леді / My Fair Lady[7] — Генрі Гіґінс
- 1963 — Клеопатра / Cleopatra — Юлій Цезар[8]
- 1962 — Щасливі злодії / Happy Thieves, The … Jimmy Bourne
- 1960 — Опівнічне мереживо / Midnight Lace
- 1958 — Дебютантка мимоволі / Reluctant Debutante
- 1955 — Відданий чоловік / Constant Husband
- 1954 — Річард Левине Серце / King Richard and the Crusaders
- 1952 — Ліжко / Four Poster, The
- 1948 — Тільки ваш / Unfaithfully Yours
- 1947 — Привид і місіс Мьюр / Ghost and Mrs. Muir
- 1946 — Анна і король Сіаму / Anna and the King of Siam
- 1946 — Спільна подорож / Journey Together
- 1945 — Веселий привид / Blithe Spirit
- 1941 — Майор Барбара / Major Barbara
- 1940 — Нічний потяг до Мюнхена / Night Train to Munich
- 1938 — Цитадель / Citadel
- 1938 — Тротуари Лондона / Sidewalks of London
- 1937 — Буря в склянці води / Storm in a Teacup
- 1930 — Велика гра / The Great Game

## Премії та нагороди
Рекс Гаррісон володар двох зірок Голлівудівської Алеї Слави, одну — за його внесок в кіноіндустрію, а іншу за внесок у телеіндустрію.
Він єдиний з акторів хто виграв обидві нагороди «Оскара» та «Тоні» за одну і ту ж зіграну роль на сцені і в кіно.
- Премія «Тоні» (1949). Переможець: Найкраща чоловіча роль у виставі «Анна в тисячу днів» (Anne of the Thousand Days);
- Премія «Золотий глобус» (1964). Номінації: Найкраща чоловіча роль (драма) («Клеопатра»);
- Премія «Оскар» (1964). Номінації: Найкраща чоловіча роль («Клеопатра»);
- Премія «Тоні» (1964). Переможець: Найкраща чоловіча роль («Моя чарівна леді») (My Fair Lady);
- Премія «Золотий глобус» (1965). Переможець: Найкраща чоловіча роль (комедія або мюзикл) («Моя чарівна леді»);
- Премія «Оскар», (1965). Переможець: Найкраща чоловіча роль («Моя прекрасна леді»);
- Премія Британської академії (1966). Номінації: Найкращий британський актор («Моя чарівна леді»);
- Премія «Золотий глобус» (1966). Номінації: Найкраща чоловіча роль (драма) («Муки і радості»);
- Премія «Золотий глобус» (1968). Номінації: Найкраща чоловіча роль (комедія або мюзикл) («Доктор Дуліттл»);
- Премія «Тоні» (1969). Номінації: Спеціальна, 3-й приз.